# Simone Hauswald

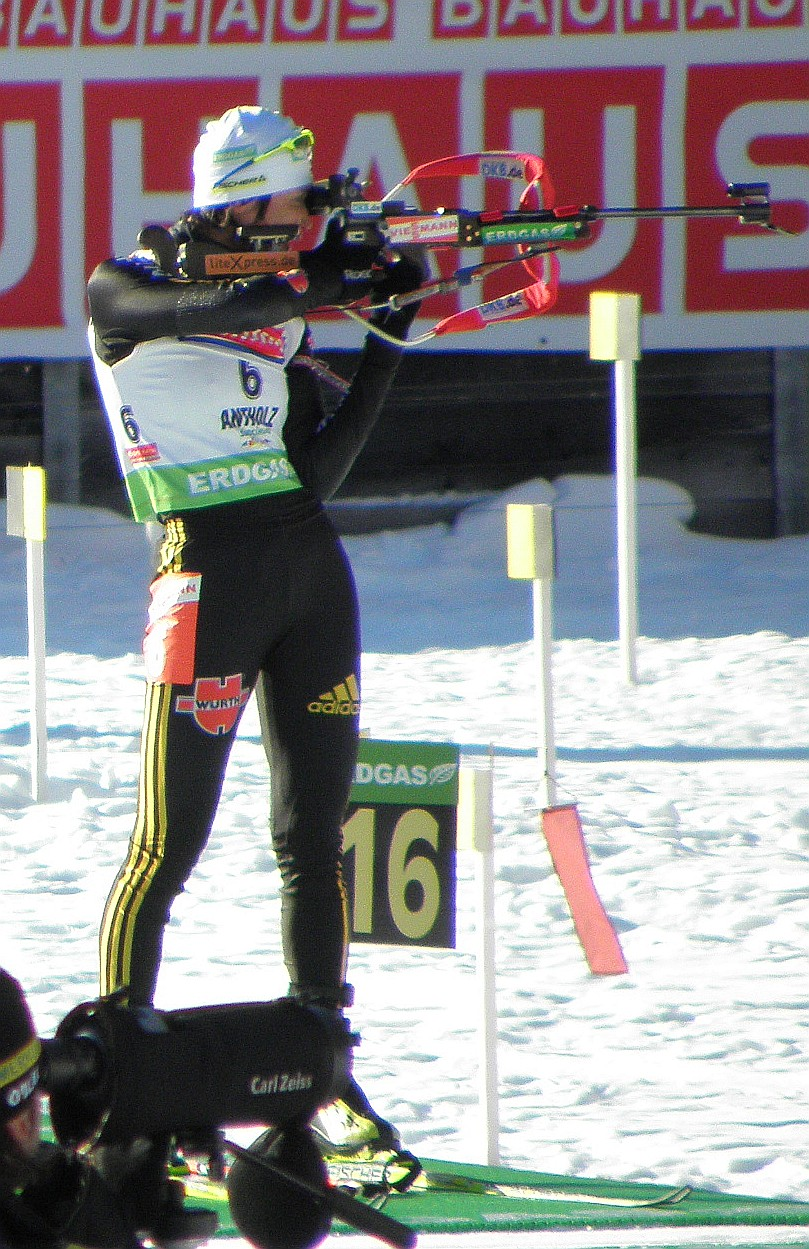
Hauswald in 2010

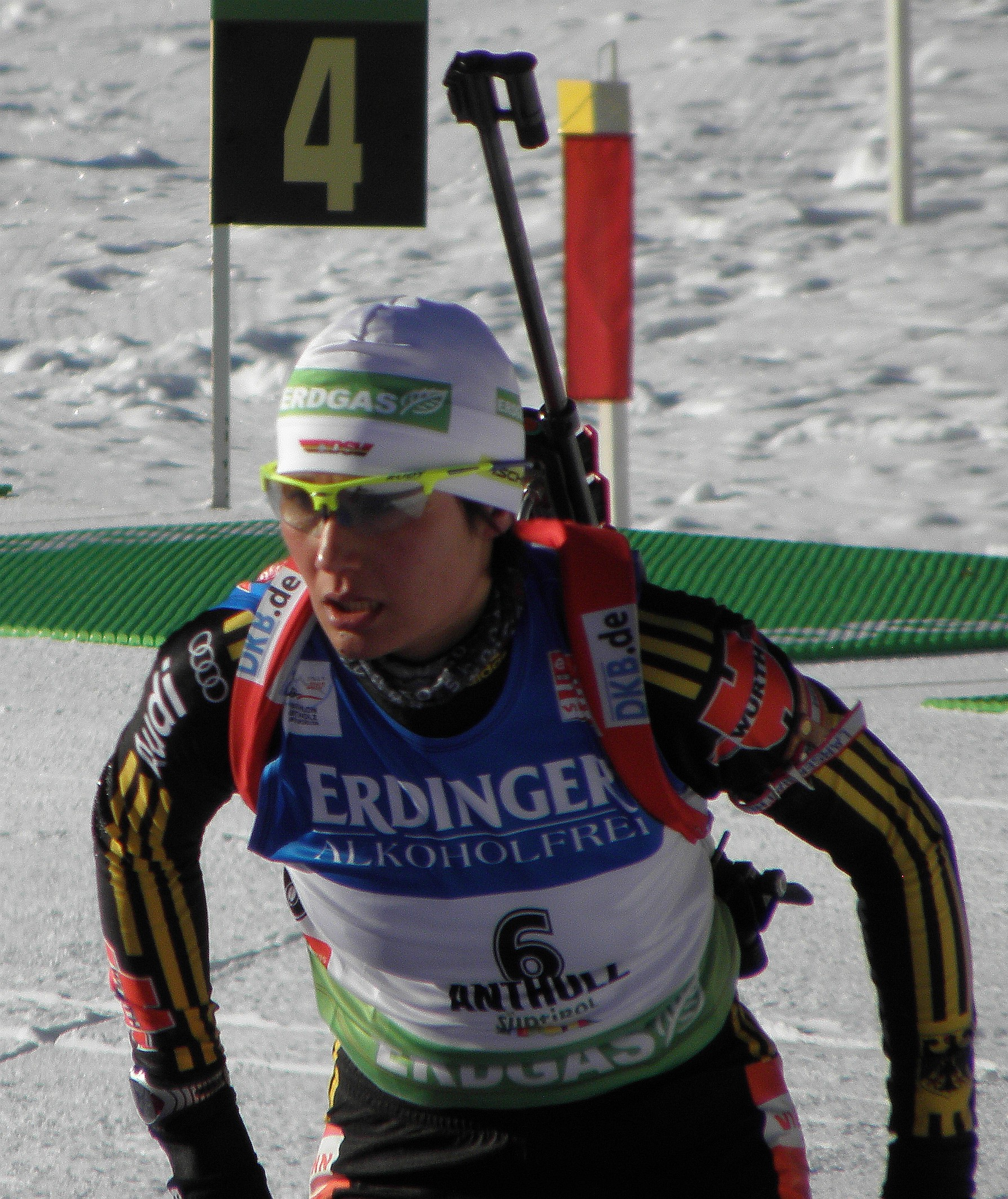
Hauswald in 2010

Simone Hauswald (geboren Simone Hye-Soon Denkinger, Rottweil, 3 mei 1979) is een Duits voormalig biatlete.
Ze is de dochter van een Duitse vader en een Zuid-Koreaanse moeder. Hauswald is meervoudig Duits kampioene op verschillende onderdelen en is tweevoudig wereldkampioene bij de junioren.
Hauswald maakte haar debuut in de wereldbeker biatlon in 2002. Ze behaalde tot nu toe (februari 2010) vier individuele wereldbekeroverwinningen.
In mei 2008 huwde Simone Denkinger met haar trainer Steffen Hauswald en nam ze zijn naam aan.

## Belangrijkste resultaten

### Wereldkampioenschappen junioren
| Jaar | Plaats                                      | Resultaten                                                                             |
| ---- | ------------------------------------------- | -------------------------------------------------------------------------------------- |
| 1998 | Jericho Verenigde Staten Val Cartier Canada | 12,5 km individueel · 8e 7,5 km sprint                                                 |
| 1999 | Pokljuka Slovenië                           | 12,5 km individueel · 14e 7,5 km sprint · 11e 10 km achtervolging · 3x7,5 km estafette |

### Europese kampioenschappen
| Jaar | Plaats                    | Resultaten                                                                              |
| ---- | ------------------------- | --------------------------------------------------------------------------------------- |
| 2000 | Zakopane Polen            | 15 km individueel · 10e 7,5 km sprint · 8e 10 km achtervolging · 4x7,5 km estafette     |
| 2001 | Haute Maurienne Frankrijk | 20e 15 km individueel · 7,5 km sprint · 7e 10 km achtervolging · 4x7,5 km estafette     |
| 2002 | Kontiolahti Finland       | 20e 15 km individueel · 13e 7,5 km sprint · 4e 10 km achtervolging · 4x7,5 km estafette |

### Wereldkampioenschappen
| Jaar | Plaats                                         | Resultaten |
| ---- | ---------------------------------------------- | --- |
| 2003 | Chanty-Mansiejsk Rusland                       | 4e 15 km individueel · 9e 12,5 km massastart · 4x7,5 km estafette                                               |
| 2004 | Oberhof Duitsland                              | 9e 15 km individueel · 24e 7,5 km sprint · 52e 10 km achtervolging · 4e 12,5 km massastart · 4x7,5 km estafette |
| 2005 | Hochfilzen Oostenrijk Chanty-Mansiejsk Rusland | 32e 7,5 km sprint 32e 10 km achtervolging 17e gemengde estafette                                                |
| 2006 | Pokljuka Slovenië                              | 4e gemengde estafette                                                                                           |
| 2007 | Antholz-Anterselva Italië                      | 5e gemengde estafette                                                                                           |
| 2008 | Östersund Zweden                               | 28e 15 km individueel                                                                                           |
| 2009 | Pyeongchang Zuid-Korea                         | 7,5 km sprint · 12e 10 km achtervolging · 12e 12,5 km massastart · gemengde estafette                           |

### Wereldbeker
Wereldbekerzeges
| #                             | Datum            | Plaats           | Discipline         |
| ----------------------------- | ---------------- | ---------------- | ------------------ |
| wereldbeker biatlon 2008/2009 |                  |                  |                    |
| 1.                            | 12 december 2008 | Hochfilzen       | 7,5 km sprint      |
| 2.                            | 11 februari 2009 | Vancouver        | 15 km individueel  |
| 3.                            | 29 maart 2009    | Chanty-Mansiejsk | 12,5 km massastart |
| wereldbeker biatlon 2009/2010 |                  |                  |                    |
| 4.                            | 8 januari 2010   | Oberhof          | 7,5 km sprint      |

Eindklasseringen
| Seizoen   | Algemeen | Individueel | Sprint | Achtervolging | Massastart |
| --------- | -------- | ----------- | ------ | ------------- | ---------- |
| 2002/2003 | 21e      |             |        |               |            |
| 2003/2004 | 12e      |             |        |               |            |
| 2004/2005 | 18e      |             |        |               |            |
| 2005/2006 | 11e      |             |        |               |            |
| 2006/2007 | 23e      |             |        |               |            |
| 2007/2008 | 21e      |             |        |               |            |
| 2008/2009 | 9e       |             |        |               |            |

- Gemeinsame Normdatei: 1012807363
- International Standard Name Identifier: 0000 0001 2084 6837
- Virtual International Authority File: 171932088